# Billbergia kuhlmannii
Billbergia kuhlmannii är en gräsväxtart som beskrevs av Lyman Bradford Smith. Billbergia kuhlmannii ingår i släktet Billbergia och familjen Bromeliaceae. Inga underarter finns listade i Catalogue of Life.